# Scolichthys
Scolichthys är ett släkte av fiskar. Scolichthys ingår i familjen Poeciliidae.
Kladogram enligt Catalogue of Life:
| Scolichthys | \| \| Scolichthys greenwayi \| \| \| \| \| \| Scolichthys iota \| \| \| \| |
|             | \| \| Scolichthys greenwayi \| \| \| \| \| \| Scolichthys iota \| \| \| \| |
|             | Scolichthys greenwayi                                                      |
|             |                                                                            |
|             | Scolichthys iota                                                           |
|             |                                                                            |